# Like a Cat
Like a Cat (사뿐사뿐?) è il secondo EP del gruppo musicale femminile sudcoreano AOA, pubblicato nel 2014.

## Tracce
EP coreano
1. AOA – 0:59
2. Like a Cat (사뿐사뿐; Sappun Sappun) – 3:39
3. Girl's Heart (여자사용법; Yeoja Sayongbeop) – 3:19
4. Just the Two of Us (단둘이; Danduri) – 3:25
5. Time – 3:43
6. Tears Falling (휠릴리; Hwillilli) – 3:38

Singolo giapponese
1. Like a Cat (Japanese version)
2. Elvis (Japanese version)
3. Just the Two of Us (Japanese version)
4. Like a Cat (Karaoke version)
5. Elvis (Karaoke version)
6. Just the Two of Us (Karaoke version)